# 조남진 (군인)
조남진(미상 ~ )은 조선민주주의인민공화국의 군인 겸 정치인이다. 조선로동당 중앙위원회 위원이다.

## 경력
조선인민군 소장을 거쳐 2015년 중장으로 승진했다. 2015년 인민군 총정치국 조직부국장으로 임명되었다. 2016년 5월, 조선로동당 제7차 대회에서 조선로동당 중앙위원회 위원에 임명되었다. 2017년 4월 인민군 상장으로 승진했다.
2018년 3월, 대한민국 국가정보원이 국회 정보위원회 전체회의에서 조선민주주의인민공화국이 2017년 10월부터 3개월간 당 조직지도부 주도로 총정치국에 대한 검열을 진행하였고, 조남진과 렴철성이 강등되고 혁명화 교육을 받았다라고 보고했다.

## 기타
2015년 11월 리을설 사망과 2018년 8월 김영춘 사망 당시에 국가장의위원회 위원을 맡았다.